# Tortuosidad
La tortuosidad es una característica que representa lo tortuoso de una curva, es decir, el grado de vueltas o rodeos que tiene.
Existen varios intentos de medir este índice, aplicables a distintos escenarios.

## Tortuosidad de las rocas
Uno de los factores geométricos que nos permiten caracterizar a las rocas porosas es la tortuosidad. Si se considera una muestra de roca con un camino poroso interconectado (como una arenisca) se puede definir la tortuosidad de la roca como:
{\displaystyle T={L_{e} \over L}}
Donde:
- {\displaystyle L} es la longitud de la muestra de roca
- {\displaystyle L_{e}} es la longitud del camino electrolítico equivalente

## Tortuosidad en lechos rellenos
La tortuosidad es el cociente entre la longitud de las canales en el medio poroso (L') y la longitud del lecho (L):
{\displaystyle T={L' \over L}}
Para evitar errores en el cálculo de la porosidad (e), normalmente se considera este cociente como 1, aunque en la realidad L' es mayor que L.
{\displaystyle e=T*{v_{o}' \over v}=1*{v_{o}' \over v}}
Tomando como ejemplo de un lecho una esponja, se podría asumir que la longitud de la esponja es igual a la longitud de sus canales internos, por lo tanto, la tortuosidad sería 1. Lo que facilitaría el cálculo de la porosidad de la muestra.

## Tortuosidad de un río

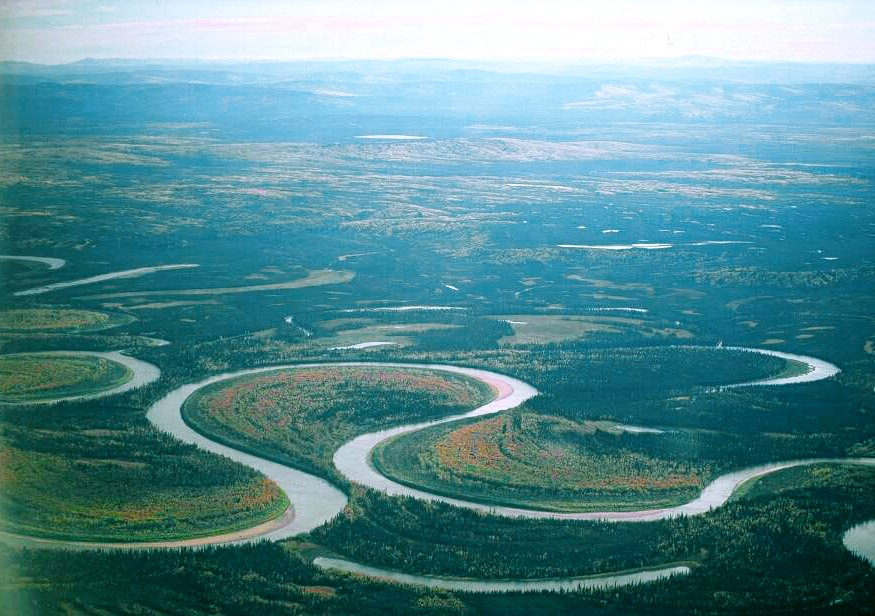
Meandros del río Nowitna, Alaska

La tortuosidad {\displaystyle T} de un río de expresa como:
{\displaystyle T={\frac {Long.thalweg-Long.valle}{Long.valle}}*100}